# Кам'янобрідська сільська рада (Благовіщенський район)
| Кам'янобрідська сільська рада — орган місцевого самоврядування у Благовіщенському районі Кіровоградської області з адміністративним центром у с. Кам'яний Брід. Сільській раді були підпорядковані населені пункти: - с. Кам'яний Брід - с. Петрівка - с. Христофорове |

## Склад ради
Рада складалася з 16 депутатів та голови.

### Керівний склад ради
| ПІБ                          | Основні відомості                                                 | Дата обрання | Дата звільнення |
| ---------------------------- | ----------------------------------------------------------------- | ------------ | --------------- |
| Білоус Віталій Олександрович | Сільський голова, 1957 року народження, освіта, безпартійний      | 26.03.2006   | 31.10.2010      |
| Білоус Віталій Олександрович | Сільський голова, 1957 року народження, освіта вища, безпартійний | 31.10.2010   |                 |

Примітка: таблиця складена за даними джерела

## Населення
Згідно з переписом УРСР 1989 року чисельність наявного населення сільської ради становила 1172 особи, з яких 514 чоловіків та 658 жінок.
За переписом населення України 2001 року в сільській раді мешкало 1129 осіб.

### Мова
Розподіл населення за рідною мовою за даними перепису 2001 року:
| Мова       | Відсоток |
| ---------- | -------- |
| українська | 98,32 %  |
| російська  | 1,50 %   |
| молдовська | 0,18 %   |